# 川澄朋章
川澄 朋章（かわすみ ともあき、1974年 - ）は、日本のスタントマン、ワイヤー・アクションコーディネーター、アクション監督、2ndユニット監督。日本人では数少ない海外でのアクション監督経験者である。趣味は釣り。

## 来歴
17歳のころ倉田アクションクラブに入門。2001年からアメリカに渡り、TV番組のパワーレンジャー・タイムフォースよりスタントマンとして参加。その後ニュージーランドへ移動してスタント、ワイヤーコーディネーター、アクション監督等をこなす。『パワーレンジャー・オペレーション・オーバードライブ』より2ndユニット監督として参加。2006年9月にK-Stunt Films（ケイスタントフィルム）を立ち上げる。2008年8月より日本へ戻り活動。

## 作品

### アクション監督・アクションコーディネーター
- ジョーカー・ゲーム
- 海月姫
- さらば愛しの大統領
- 呪怨 終わりの始まり
- 闇金ウシジマくんPart2
- 闇金ウシジマくんSeason2
- 謝罪の王様
- リアル〜完全なる首長竜の日〜
- 映画 ひみつのアッコちゃん
- 死ガ二人ヲワカツマデ…第一章 「色ノナイ青」
- 死ガ二人ヲワカツマデ…第二章 「南瓜花 -nananka-」
- ブラック・エンジェルズ
- ブラック・エンジェルズ2 〜黒き覚醒篇〜
- ブラック・エンジェルズ3 〜黒き死闘篇〜
- 東野圭吾ミステリーズ (レイコと玲子)
- LOVE まさお君が行く!
- ゴースト もういちど抱きしめたい
- らんま1/2（テレビドラマ版）
- こちら葛飾区亀有公園前派出所 THE MOVIE
- デンデラ
- さらば愛しの大統領
- Wonderful World
- 神様ヘルプ!
- ウルトラミラクルラブストーリー
- パワーレンジャーシリーズ
  - パワーレンジャー・オペレーション・オーバードライブ（セカンドユニット監督）
  - パワーレンジャー・ジャングルフューリー（セカンドユニット監督）
- となり町戦争
- Happy Birthday
- 探偵事務所5
- Diner ダイナー

### スタント
- パワーレンジャー
- Summer Snow
- YASHA-夜叉-
- 牙狼-GARO-
- 牙狼〈GARO〉スペシャル 白夜の魔獣
- 五条霊戦記
- ジュブナイル
- Witness To A Kill
- ムルデカ
- Shadow Fury
- リターナー
- デビルマン
- ゼブラーマン
- 花田少年史

### その他
- るろうに剣心 京都大火編（ワイヤーコーディネーター）
- るろうに剣心 伝説の最後編（ワイヤーコーディネーター）
- TOKYO TRIBE（ワイヤーコーディネーター）
- SKY FASHION SHOW feat.GUCCI（技術スタッフ）
- 魔女の宅急便（ワイヤースタントコーディネーター）
- 黒執事（ワイヤーコーディネーター）
- GANTZ（ワイヤーコーディネーター）
- GANTZ PERFECT ANSWER（ワイヤーコーディネーター）
- 魔法戦隊マジレンジャー（ワイヤースタントコーディネーター）
- 獣拳戦隊ゲキレンジャー（ワイヤースタントコーディネーター）
- 大怪獣バトル ウルトラ銀河伝説 THE MOVIE（ワイヤースタントコーディネーター）